# 麻生かづこ
麻生 かづこ（あそう かづこ、1964年5月3日 - ）は、日本の女優。
身長155cm。千葉県出身。加川事務所所属。

## 出演

### テレビ
- 金曜テレビの星!
- 知ってるつもり?!
- 峰竜太のホンの昼メシ前

### テレビドラマ
- はるちゃん（1996年）
- 私の中の誰か 買い物依存症の女たち（1998年）
- はるちゃん4（2000年）

### 舞台
- 狼達のクリスマス
- ザモモタロー
- 帽子屋さんのお茶の会

### イベント
- 子供ショー - 司会
- 各種イベント - 司会